# 路伯鏜
路伯鏜（1506年—？），字元振，南京龍江左衛官籍山西陽曲縣人，明朝政治人物。

## 生平
嘉靖十九年（1540年）庚子科應天府鄉試第一百三十五名舉人。嘉靖二十年（1541年）中式辛丑科會試第三十九名，登第三甲第一百零七名進士。

## 家族
曾祖路順，副千戶；祖父路暹，副千戶；父路通，副千戶。母王氏。慈侍下。弟仲鎧。